# Кап Кана
Кап Кана (англ. Cap Cana) — туристический комплекс (район), расположенный на восточном побережье Доминиканской Республики, в непосредственной близости от всемирно известного курорта Пунта-Кана.
Кап Кана является элитным районом для богатых. Для примера, средняя недвижимость в Кап Кане стоит около миллиона американских долларов. В соучредителях строительства, стратегических партнерах и инвесторах этого комплекса недвижимости участвует Дональд Трамп, Ritz-Carlton и многие другие крупные игроки рынка доминиканской недвижимости.
Кап Кана располагается на площади размером более 120 км². Протяжённость береговой пляжной линии около 8 км.

## Отели
На территории Кап Каны располагаются следующие пяти-звёздочные отели:
- Caleton Beach Club & Villas
- Eden Roc
- Fishing Lodge
- Golden Bear Lodge
- Sanctuary